# Kína–Tajvan vasúti alagút
A Kína–Tajvan vasúti alagút (Taiwan Strait Tunnel Project) egy nagyszabású tengeri alagút terv, melynek során a kínai Pingtant és tajvani Hszincsu között egy vasúti alagutat építenének. Az építkezést a kínai kormány javasolta.
Azonban a tervet soha nem tekintették valószerűnek Tajvanban hatalmas költsége, a technikai nehézségek, a kétes gazdasági előnyök, és a Tajvan számára várható állambiztonsági kockázatok miatt. A több mint 150 kilométer hosszú alagút majdnem háromszor hosszabb lenne a (Calais–Dover) Csatorna-alagútnál.
2007 áprilisában a megvalósíthatóságról egy szemináriumot tartott a Fujian Province forgalmi társaság és Taiwan Chinese úti társaság, hogy vitassa meg a projektet. Az alagútprojektben azóta jelentős fejlődés nem volt.
Továbbá, amíg tekintélyelvű Peking katonai erővel fenyegeti meg a demokratikus Tajvan biztonságát, a tajvani kormány nem sietteti a közvetlen kapcsolatot Kínával. Ennek ellenére a tervet 2013. júniusában a kínai kormány jóváhagyta.
A projektet, a Peking-Tajpej nagysebességű vasúti folyosóval együtt, Tajvanon kigúnyolták.